# Eroukhan
Erukhan (en arménien : Երուխան) de son nom de plume, né Yervant Srmakeshkhanlian (en arménien : Երուանդ Սրմաքէշխանլեան) en juillet 1870 à Constantinople et mort en 1915 à Kharpout, est un intellectuel et un écrivain arménien. Il est l'un des intellectuels victimes de la rafle des intellectuels arméniens du 24 avril 1915 à Constantinople.